# Открытый индивидуализм
Открытый индивидуализм (англ. open individualism; сокр. от открытый индивидуальный взгляд на тождество личности) — точка зрения в философии, согласно которой все люди являются одной и той же личностью. Предполагается, что чувство субъективности «я это я», «я существую здесь и сейчас» — это свойство человеческого сознания, которое одинаково у всех людей.
Сам термин был придуман философом Даниелем Колаком, хотя подобные идеи высказывались со времён Упанишад, в частности известными философами Аверроэсом и Джосайей Ройсом, писателем Львом Толстым, некоторыми выдающимися физиками, такими как Эрвин Шрёдингер, Фред Хойл и Фримен Дайсон.

## Краткое описание
Для объяснения открытого индивидуализма проще всего сравнить его с реинкарнацией, так как идея реинкарнации широко распространена.
Реинкарнация предполагает, что при определённых условиях (переселение души и т. п.) несколько людей могут быть одной и той же личностью (воспринимающим субъектом), если эти люди живут в разное время. Открытый индивидуализм утверждает, что все люди, в том числе живущие в одно и то же время, являются одной личностью. В этом смысле открытый индивидуализм может быть назван «множественной инкарнацией». Философ Джо Керн также называет открытый индивидуализм «материалистической реинкарнацией».
Но открытый индивидуализм не относится к мистическим учениям о душе, а трактует чувство субъективности «я существую здесь и сейчас» как свойство или функцию человеческого тела, прежде всего головного мозга. При этом, в отличие от традиционного взгляда («закрытый индивидуализм») это свойство является одинаковым у всех людей.
Также для сравнения: есть много экземпляров книг с повестью «Приключения Гекльберри Финна». Несмотря на большое количество материальных носителей, эта повесть всего одна и одинакова во всех этих книгах. Так и личность всего одна, хотя и материальных носителей этой личности много.

### Что такое личность
Необходимо дополнительно разъяснить, что в данной статье понимается под «личностью», поскольку это многозначное слово.
Даниель Колак ссылается на определение, данное философом Дереком Парфитом в своей книге «Причины и личности»:
«… чтобы быть личностью, существо должно быть самосознательным, осознавать своё тождество и продолжающееся существование во времени».
Парфит в своей многостраничной книге больше нигде не объяснил, что такое самосознание (или даже сознание). Также он не объяснил, в чём состоит осознание своего тождества. И ещё менее ясно, в чём осознание продолжающегося существования во времени состоит и есть ли вообще такое осознание (и реально ли оно, если есть).
Тем не менее, очевидно, что Даниель Колак является личностью, а, например, скала или кусок бумаги не являются. Конечно, здесь могут быть более сложные случаи, если рассматривать, например, не полностью развитого человека, дельфина или продвинутый искусственный интеллект. Но для понимания настоящей статьи достаточно обычных случаев.

## Закрытый, пустой и открытый индивидуализм
Философ Даниель Колак выделяет три взгляда на личность: закрытый индивидуализм, пустой и открытый.
Закрытый индивидуализм является обычным и самым распространённым взглядом. В соответствии с закрытым индивидуализмом существует множество численно различных личностей, множество различных «Я», при этом каждая личность непрерывно существует в течение жизни человека.
Пустой индивидуализм в крайней своей форме утверждает, что никакого «Я» не существует, это иллюзия. Существует только конкретный человек, его тело и мозг. В другой форме пустого индивидуализма «Я» существует, но непродолжительное время (например, в течение часа или более продолжительного периода), потом тело человека создаёт другое «Я». Поэтому, например, человек в возрасте 10 лет и тот же человек в возрасте 50 лет — это разные личности, с разными «Я».
Известные представители пустого индивидуализма: Будда, Дэвид Юм, Дэниел Деннет, Роберт Нозик, Дерек Парфит, Сидни Шумейкер, Питер Ангер.
В частности, Дэниел Деннет считает, что в сознании нет единой управляющей инстанции (субъекта) и вся его работа представляет собой систему спонтанно самоорганизующихся процессов. Положение о существовании «Я» Деннет считает одним из главных философских мифов, укоренившихся в философии со времён Декарта.
По мнению Даниеля Колака:
1. закрытый индивидуализм является логически противоречивым взглядом (так считают и указанные сторонники пустого индивидуализма);
2. наше обычное восприятие самих себя согласуется и с пустым индивидуализмом, и с открытым индивидуализмом (но не с закрытым индивидуализмом);
3. открытый индивидуализм сохраняет наши глубокие интуитивные представления и является более логически последовательным, чем пустой индивидуализм.

## Мысленный эксперимент «Экзамен по физике»
Даниель Колак приводит различные рассуждения и мысленные эксперименты для обоснования возможности открытого индивидуализма. В качестве примера можно привести мысленный эксперимент «Экзамен по физике», ниже его краткое изложение.
Допустим, я отношусь к тому небольшому количеству людей, у которых одинаково хорошо развиты правое и левое полушария мозга. Поэтому я могу писать и левой, и правой рукой. Учёные снабдили меня устройством, которое позволяет блокировать коммуникацию и передачу информации между полушариями моего мозга, а также позволяет прекращать такое блокирование. Устройство включается и выключается путём нажатия кнопки.
Я сижу перед задачкой на экзамене по физике и вижу 2 возможных способа вычислений для решения этой задачи. Я решаю, что левая рука будет решать задачку 1-м способом, а правая рука — 2-м способом, и включаю устройство. В «праворуком» потоке сознания (то есть я контролирую движения правой руки, но не левой) я вспоминаю, что должен решать задачку 2-м способом, и начинаю делать вычисления. Я обращаю внимание, что моя левая рука также что-то пишет, но я эту руку не чувствую и не знаю, что конкретно она пишет. Я могу только посмотреть, что пишет моя левая рука, точно так же, как посмотреть, что пишет мой сосед за другой партой.
Мой «леворукий» поток сознания имеет такой же опыт.
Допустим, 2-й способ решения задачки оказался неудачным, а 1-й — успешным. В этом случае «леворукий» поток сознания испытывает удовольствие от удачно решённой задачки, а «праворукий» поток сознания расстроен.
Далее я выключаю устройство и неожиданно вспоминаю, что я выполнял вычисления сразу 2 способами. Но присутствовали ли две личности, два «Я» во время экзамена? Такая позиция выглядела бы крайне странной — можно утверждать, что во время экзамена присутствовала только одна личность, только одно «Я», но с разделённым сознанием.
Этот мысленный эксперимент показывает, что внутри одной личности могут быть ярко выраженные границы (полушария мозга не только находятся в разных местах пространства и состоят из разного вещества, но и имеют разный чувственный опыт, мысли, переживания, информацию, контроль над разными частями тела и т. п.), но всё же мы не утверждаем, что из-за этого имеются две личности. Другими словами, эти границы являются внутриличностными, а не межличностными. Соответственно, возникает вопрос, насколько метафизически значимы границы, которые существуют между двумя людьми: это границы между двумя личностями или это границы внутри одной личности.

## Перенос состояния мозга (мысленный эксперимент)
Даниель Колак приводит следующий мысленный эксперимент, автором которого является С. Шумейкер.
Представим себе общество, в котором из-за увеличения некоторого вида радиации человеческое тело может сохраняться здоровым не более нескольких лет. Будучи очень технологически продвинутым, общество придумало следующую процедуру для решения этой проблемы. Для каждого человека созданы несколько его двойников, полученных из его клеток путём клонирования и ускоренного роста. Эти двойники находятся в бессознательном состоянии в хранилище, защищённом от радиации. Периодически человек едет в больницу для «смены тела». Это предполагает процедуру по переносу состояния мозга человека в мозг одного из двойников. То есть информация, содержащая всю память, психологию и прочее, переносится в мозг двойника. По окончании процедуры первоначальное тело сжигается.
При этом все в этом обществе считают, что процедура сохраняет личность и относятся к процедуре как к рутинной операции. Можно, например, услышать такие слова: «Я не могу пообедать с тобой во вторник, так как на этот день назначена процедура по смене тела, давай лучше пообедаем в среду». Все социальные практики сохраняются для двойника: он владеет тем же имуществом, имеет те же права и обязательства, состоит в браке с тем же супругом; если до процедуры человек совершил преступление, то двойник будет нести за него ответственность, и т. п.
Можно сказать, что в таком обществе считают, что одна и та же личность может быть двумя численно разными человеческими существами, если они существуют в разное время. Ошибаются ли эти люди? Если и ошибаются, то не ясно, в чём именно состоит их ошибка.
Продолжим мысленный эксперимент: в ходе процедуры по ошибке перенос состояния мозга произошёл сразу в двух двойников. Получается, что одна личность может быть двумя численно разными человеческими существами, которые существуют одновременно. Но если такое возможно, то остаётся один шаг до открытого индивидуализма или, по крайней мере, открытый индивидуализм не выглядит очевидно ошибочным.

## Постепенное изменение
А. Зубофф (предложил идею, аналогичную открытому индивидуализму, которую он называет «универсализм») и Дж. Керн приводят логические аргументы против закрытого индивидуализма, которые похожи на рассуждения о парадоксе кучи.
Возьмём некоторого человека и изготовим его копию. Затем возьмём небольшую часть тела человека и такую же часть тела у его копии, проведём операцию и поменяем их местами.
Сохранится ли «Я» человека после такой операции? Очевидный ответ, что сохранится. Вряд ли замена небольшого кусочка тела (даже если это кусочек мозга) приведёт к уничтожению «Я» человека.
Заменим таким же образом 2-ю небольшую часть тела человека. Очевидно, что и здесь «Я» должно сохраниться. Будем менять и дальше, пока не заменим всё тело человека на его копию. Было бы странно утверждать, что в какой-то момент накапливается «критическая масса» таких замен. Получаем, что у копии то же «Я», что и у человека.
Парадокс кучи объясняют тем, что понятия «куча» имеет нечеткий объём, что о некоторой совокупности зёрен нельзя однозначно сказать, куча это или нет. Однако в отношении «Я» человека таких промежуточных ситуаций быть не должно. Человек не может быть частично «Я» и частично «не-Я».

### Комбинированный Спектр
Философ Дерек Парфит предлагает следующий мысленный эксперимент, который он назвал «Комбинированный Спектр» (информация взята из работы Колака).
В одном конце Спектра Дерек Парфит, а в другом — актриса Грета Гарбо. Между ними лежит целый ряд случаев, начиная с Дерека Парфита, у которого одна клетка тела или мозга заменена на соответствующую клетку Греты Гарбо, потом 2 клетки заменены, потом 3, …, 1 % клеток, …, 50 % клеток, …, 99 % клеток и так далее до 100 % клеток Греты Гарбо.
Дерек Парфит утверждает, что в отношении Спектра мы должны принять один из трёх взаимоисключающих вывода:
1) Дерек Парфит продолжает существовать по всему Спектру;
2) Дерек Парфит прекращает существовать в определённой точке Спектра и Грета Гарбо начинает существовать;
3) Дерек Парфит существует в одном конце Спектра, Грета Гарбо — в другом, а в центральной области Спектра вопрос о том, Дерек Парфит это или Грета Гарбо, является пустым вопросом.
При этом под пустыми вопросами Дерек Парфит понимает вопросы, которые не имеют ответа. Мы можем решить дать ответы этим вопросам, но любой возможный ответ будет произвольным.
Дерек Парфит полагает, что правильным выбором будет вывод (3). Он признаёт, что в заключение номер (3) крайне трудно поверить, но в (1) и (2) поверить ещё труднее.

## Пробуждение (мысленный эксперимент)
А. Зубофф предложил следующий мысленный эксперимент. К аналогичным выводам приходит Культин С. Е.
Некоторая игра происходит в невероятно большом отеле. В начале игры в каждой из бесчисленных комнат отеля спит один одурманенный человек. Организатор игры подкидывает «честную монету»
75 раз для каждого спящего. Если выпадает некоторая заранее установленная последовательность орлов и решек, то человек пробуждается. Если нет — он продолжает спать вечно.
Теперь представим, что вы просыпаетесь в одной из таких комнат и вам объясняют правила игры. Вы должны посчитать себя невероятно удачливыми. Но представим, что затем к вам приходит другой посетитель и рассказывает, что первый рассказ был ошибочным. На самом деле будят всех независимо от того, как выпала монета. Представим, что вам необходимо выбрать между двумя теориями, которые вам предложили. Если мнение второго посетителя для вас так же авторитетно, как и мнение первого, то очевидно, что почти наверняка верной является вторая теория.
Аналогичные рассуждения можно провести о невероятной удаче (якобы), связанной с нашим рождением (но не с рождением другого человека, здесь нет удачи). Такой взгляд широко распространён — например, Ричард Докинз в своей книге «Расплетая радугу» пишет: «Мы все умрем, и в этом заключается наше везение. Большинство же людей никогда не умрёт, просто потому что они никогда и не родятся. Потенциальные люди, которые могли бы быть здесь, на моём месте, но которые фактически никогда не увидят дневного света, численностью превышают песчинки Аравии». К примеру, чтобы конкретный человек родился при зачатии, необходимо, чтобы яйцеклетка встретилась с одним из примерно 200 млн сперматозоидов. Такая же удача требуется и чтобы родились его родители при их зачатии. Итого шансы, чтобы и человек родился, и его родители составляют 1 к 8 септиллионам.

## Открытый индивидуализм и этернализм
Этернализм — самая популярная точка зрения в философии времени в том смысле, что большая часть философов являются именно этерналистами. Кроме того, многие философы утверждают, что теория относительности подразумевает этернализм.
Этернализм не требуется для верности открытого индивидуализма, но если этернализм верен (или хотя бы верен растущий блок Вселенной), то открытый индивидуализм выглядит более логично, так как никакой опыт чувственных восприятий не исчезает, а люди, жившие в прошлом, реальны настолько же, насколько люди в настоящем.

## Антропный принцип
А. Зубофф утверждает, что то, что Вселенная в своих фундаментальных характеристиках соответствует тому, что необходимо для развития жизни, называется «антропным принципом». Если основные черты материи, которые мы видим в этой Вселенной, возникли в результате физической или математической необходимости самой природы материи, так что нигде не могло быть иначе, тогда такое согласие между этими характеристиками и требованиями для развития жизни должно было быть не что иное, как потрясающе невероятное совпадение. Но если бы вместо этого материя была чрезвычайно изменчивой, при том что её основные характеристики радикально менялись бы в бесчисленном множестве различных вселенных, тогда не было бы никакого совпадения в том, что мизерная часть этих разнообразных физических миров могла бы совпадать в фундаментальных характеристиках с тем, что требовалось для развития жизни.
Универсализм должен быть добавлен к гипотезе множества миров, прежде чем она сможет объяснить, почему наш конкретный мир является подходящим для жизни.

## В произведениях искусства
- Лев Толстой. Рассказ «Ассирийский царь Асархадон» (1903).
- Энди Вейер. Рассказ «Яйцо» (2009).